# مارفن رينيه
مارفن رينيه (بالفرنسية: Marvin René)‏ هو منافس ألعاب قوى فرنسي، ولد في 11 أبريل 1995 في كايين في فرنسا.

## وصلات خارجية
- مارفن رينيه على موقع الاتحاد الدولي لألعاب القوى (الإنجليزية)
- مارفن رينيه على موقع الاتحاد الفرنسي لألعاب القوى (الفرنسية)
- مارفن رينيه على موقع اللجنة الأولمبية الدولية (الإنجليزية)
- مارفن رينيه على موقع أوليمبيديا (الإنجليزية)
- مارفن رينيه على موقع اللجنة الأولمبية الفرنسية (مؤرشف) (الفرنسية)